# Deutscher Filmpreis/Bestes Szenenbild
Die folgende Liste ist eine Übersicht über die Preisträger des Deutschen Filmpreises, Filmband in Gold in der Kategorie Bestes Szenenbild (Titel bis 1998: Beste Ausstattung).

## Preisträger von 1965 bis 2004
| Jahr | Preisträger                                         | Filmtitel                          |
| ---- | --------------------------------------------------- | ---------------------------------- |
| 1965 | Maleen Pacha                                        | Wälsungenblut                      |
| 1966 | Otto Pischinger                                     | Hokuspokus                         |
| 1970 | Roger von Moellendorff                              | Malatesta                          |
| 1971 | Kurt Raab                                           | Whity                              |
| 1975 | Henning von Gierke                                  | Jeder für sich und Gott gegen alle |
| 1975 | Nino Borghi                                         | Karl May                           |
| 1976 | Team                                                | Die Marquise von O...              |
| 1977 | Hans Gailling / Karel Vacek                         | Der Mädchenkrieg                   |
| 1978 | Rolf Zehetbauer                                     | Despair – Eine Reise ins Licht     |
| 1979 | Helga Ballhaus, Norbert Scherer                     | Die Ehe der Maria Braun            |
| 1981 | Tabea Blumenschein                                  | Looping                            |
| 1981 | Team                                                | Der Schüler Gerber                 |
| 1982 | Heidi Lüdi / Toni Lüdi                              | Der Zauberberg                     |
| 1985 | Rolf Zehetbauer                                     | Die unendliche Geschichte          |
| 1987 | Team unter Leitung von Dante Ferretti               | Der Name der Rose                  |
| 1988 | Birgit Hutter / Béatrice Stein-Leppert / Ina Peichl | Das weite Land                     |
| 1990 | Götz Heymann / Karel Vacek                          | Das Spinnennetz                    |
| 1992 | Nana von Hugo                                       | Buster’s Bedroom                   |
| 1993 | Heike Bauersfeld                                    | Krücke                             |
| 1998 | Rolf Zehetbauer                                     | Comedian Harmonists                |
| 2000 | Lothar Holler                                       | Sonnenallee                        |
| 2001 | Uli Hanisch / Kessler Andrea                        | Das Experiment                     |
| 2003 | Lothar Holler                                       | Good Bye, Lenin!                   |
| 2004 | Natascha E. Tagwerk                                 | Schultze gets the blues            |

## Preisträger und Nominierungen ab 2005

### 2000er-Jahre
2005
Ari Hantke – Der neunte Tag
- Christian M. Goldbeck – Alles auf Zucker!
- Bengt Svedberg – Schneeland

2006
Silke Buhr – Das Leben der Anderen
- Nathan Amondson – Don’t Come Knocking
- Christian M. Goldbeck – Requiem

2007
Uli Hanisch – Das Parfum – Die Geschichte eines Mörders
- Lothar Holler – Hände weg von Mississippi
- Isidor Wimmer – Die Fälscher

2008
Erwin Prib – Absurdistan
- Christian M. Goldbeck – Liebesleben
- Eduard Krajewski – Das wilde Leben

2009
Tu Ju Hua – John Rabe
- Christian M. Goldbeck – Krabat
- Udo Kramer – Nordwand

### 2010er-Jahre
2010
Christoph Kanter – Das weiße Band – Eine deutsche Kindergeschichte
- Thomas Freudenthal – Hilde
- Bernd Lepel – Die Päpstin
- Matthias Müsse – Wickie und die starken Männer

2011
Silke Buhr – Poll
- Christian M. Goldbeck – Wer wenn nicht wir
- Udo Kramer – Goethe!

2012
Sebastian Krawinkel – Anonymus
- Uli Hanisch – Hotel Lux
- Heike Lange – Hell

2013
Uli Hanisch und Hugh Bateup – Cloud Atlas
- Susann Bieling – Die Abenteuer des Huck Finn
- Udo Kramer – Die Vermessung der Welt

2014
Claus Rudolf Amler – Das finstere Tal
- Toni Gerg und Hucky Hornberger – Die andere Heimat – Chronik einer Sehnsucht
- Udo Kramer – Der Medicus
- Matthias Müsse – Lauf Junge lauf

2015
Silke Buhr – Who Am I – Kein System ist sicher
- Benedikt Herforth und Thomas Stammer – Elser – Er hätte die Welt verändert
- Claus Jürgen Pfeiffer – Die geliebten Schwestern

2016
Cora Pratz – Der Staat gegen Fritz Bauer
- Christian M. Goldbeck – Ich und Kaminski
- Bernd Lepel – Colonia Dignidad – Es gibt kein Zurück
- Volker Schaefer – Das Tagebuch der Anne Frank

2017
Tim Pannen – Paula
- Silke Buhr – Die Blumen von gestern
- Christoph Kanter – Nebel im August

2018
Erwin Prib – Manifesto
- Erwin Prib – Jugend ohne Gott
- Josef Sanktjohanser – Zwei Herren im Anzug

2019
Susanne Hopf – Gundermann
- Tamo Kunz – Der Goldene Handschuh
- Matthias Müsse – Jim Knopf und Lukas der Lokomotivführer

### 2020er-Jahre
2020
Silke Buhr – Berlin Alexanderplatz
- Matthias Müsse – Ich war noch niemals in New York
- Sebastian Soukup – Narziss und Goldmund
- Tim Tamke – Freies Land

2021
Julian R. Wagner – Tides
- Matthias Müsse – Schachnovelle
- Claus Jürgen Pfeiffer – Fabian oder Der Gang vor die Hunde

2022
Myrna Drews – Lieber Thomas
- Lothar Holler – Stasikomödie
- Susanne Hopf – Rabiye Kurnaz gegen George W. Bush

2023
Christian M. Goldbeck – Im Westen nichts Neues
- Josefine Lindner und Max-Josef Schönborn – The Ordinaries
- Sebastian Soukup – Der vermessene Mensch

2024
Cosima Vellenzer und Anika Klatt – Die Theorie von Allem
- nominiert:
  - Albrecht Konrad, Ellen Somnitz und Ruth Barbara Wilbert – Stella. Ein Leben.
  - Jurek Kuttner, Marcel Beranek, Hanna Bowe und Bernadette Weinzierl – Ein ganzes Leben
  - Heike Lange und Alexandra Pilhatsch – Girl You Know It’s True

2025
Julian R. Wagner und Melanie Raab – September 5
- nominiert:
  - Astrid Poeschke – Cranko
  - Matthias Müsse und Nancy Vogel – Hagen – Im Tal der Nibelungen